# Hyperolius glandicolor
Hyperolius glandicolor és una espècie de granota de la família dels hiperòlids que viu a Kenya, Somàlia, Tanzània i, possiblement també, a la República Democràtica del Congo, Malawi i Moçambic.